# 奥村内膳 (男爵)
奥村 内膳（おくむら ないぜん／はるよし、1894年（明治27年）1月1日 - 1980年（昭和55年）8月27日）は、昭和期の華族（男爵）。

## 経歴
加賀藩重臣奥村内膳家第16代当主奥村則英の子として生まれる。1930年9月15日、父の死去に伴い男爵を襲爵した。
東京帝国大学機械科を卒業し汽車製造に勤務した。

## 親族
- 妻：鈴
- 子：弘